# Na Pressão (álbum)
Na Pressão é o quarto álbum de estúdio do cantor e compositor Lenine. Lançado em fevereiro de 1999 pela BMG Brasil, contém "Jack Soul Brasileiro", um tributo a Jackson do Pandeiro, um notório músico do Nordeste do Brasil que fundiu a coco com o baião.

## Antecedentes e Produção
Lançado em fevereiro de 1999 pela BMG Brasil, Na Pressão é o quarto álbum de estúdio de Lenine. O disco marca uma colaboração significativa com o produtor Tom Capone, cuja abordagem inovadora contribuiu para a fusão de elementos eletrônicos e acústicos, característica marcante do álbum. Lenine descreveu o processo de produção como uma experiência de "exorcismo", destacando a liberdade criativa e a experimentação sonora que permeiam o trabalho.

## Lançamento
Na Pressão foi lançado em fevereiro de 1999 pela gravadora BMG Brasil, disponível no formato CD. O álbum apresenta uma combinação de faixas inéditas e composições anteriores, refletindo a maturidade artística de Lenine após duas décadas de carreira. A produção ficou a cargo de Lenine e Tom Capone, com gravações realizadas na "Toca do Bandido" e mixagens no estúdio Mega. 

## Gêneros Musicais
O álbum é caracterizado por uma fusão de diversos estilos musicais, evidenciando a versatilidade do cantor e compositor Lenine. A base do trabalho encontra-se na Música Popular Brasileira (MPB), marcada por letras poéticas e temáticas sociais. Elementos de samba e baião também estão presentes, refletindo influências da música nordestina, especialmente em faixas como "Jack Soul Brasileiro".
Além disso, o álbum incorpora influências do rock alternativo e experimental, bem como recursos da música eletrônica, com o uso de samplers, programações e efeitos digitais. Há ainda uma forte presença de world music, através da incorporação de ritmos e instrumentos de diversas culturas.

## Recepção
| Críticas profissionais | Críticas profissionais |
| Pontuações agregadas   | Pontuações agregadas   |
| Fonte                  | Avaliação              |
| ---------------------- | ---------------------- |
| Album of the Year      | 90/100                 |
| Avaliações da crítica  |                        |
| Fonte                  | Avaliação              |
| AllMusic               | [ 4 ]                  |

Na Pressão foi bem recebido pela crítica e pelo público, consolidando Lenine como um dos principais nomes da música brasileira contemporânea. O álbum foi indicado ao Grammy Latino de 2000 na categoria de Melhor Álbum de MPB.

## Faixas
| N.º | Título                        | Compositor(es)                           | Duração |  |
| 1.  | "Jack Soul Brasileiro"        | Lenine                                   | 4:04    |  |
| 2.  | "Na Pressão"                  | Lenine, Bráulio Tavares, Sérgio Natureza | 4:03    |  |
| 3.  | "Paciência"                   | Lenine, Dudu Falcão                      | 4:44    |  |
| 4.  | "Meu Amanhã (Intuindo o Til)" | Lenine                                   | 3:27    |  |
| 5.  | "A Rede"                      | Lenine                                   | 4:13    |  |
| 6.  | "Tubi Tupy"                   | Lenine, Carlos Rennó                     | 5:30    |  |
| 7.  | "A Medida da Paixão"          | Lenine, Dudu Falcão                      | 3:12    |  |
| 8.  | "Alzira e a Torre"            | Lenine, Lula Queiroga                    | 3:27    |  |
| 9.  | "Rua da Passagem (Trânsito)"  | Lenine, Arnaldo Antunes                  | 6:09    |  |
| 10. | "Relampiano"                  | Lenine, Paulinho Moska                   | 4:38    |  |
| 11. | "Eu Sou Meu Guia"             | Lenine, Bráulio Tavares                  | 4:40    |  |